# Karlsson på taket
Karlsson On The Roof (no Brasil: Karlsson No Telhado; título original sueco: Karlsson på taket) é um filme de animação sueco de 2002. Foi primeiro dublado com as vozes de Börje Ahlstedt, William Svedberg, Pernilla August, Allan Svensson, e a participação especial de Margaretha Krook. O tema musical do filme é uma reedição da abertura do desenho animado.

## Elenco
- Börje Ahlstedt
- William Svedberg
- Pernilla August
- Allan Svensson
- Margaretha Krook
- Nils Eklund
- Brasse Brännström
- Magnus Härenstam
- Leo Magnusson
- Ellen Ekdahl
- Greta Rechlin
- Jonatan Skifs
- Steve Kratz
- Maria Rydberg
- Per Sandborgh
- Maria Bolme
- Pernilla Skifs
- Barbro Svensson